# Juan Luna Eslava
Juan Luna Eslava (Fernán Núñez, provincia de Córdoba (España), 15 de septiembre de 1964) es un entrenador de fútbol español, que actualmente es segundo entrenador del Rayo Vallecano de Madrid.

## Trayectoria

### Futbolista
Su posición natural de juego era la de defensa central. Sus comienzos fueron en su pueblo natal con el Fernán-Núñez, donde pasó de jugar en los infantiles al primer equipo.Siendo juvenil firmó en el Córdoba C.F. con el que ha entrado en la historia al ser uno de los cinco jugadores que más veces ha vestido oficialmente la elástica blanquiverde y con el que consiguió un ascenso de Tercera División a Segunda División "B", en el Recreativo de Huelva con el que jugó dos ligas de Ascenso a Segunda División, en el Cádiz Club de Fútbol, en el Écija Balompié, en el Montilla Club de Fútbol y en el Pozoblanco.

### Entrenador
Tras finalizar su dilatada etapa como futbolista profesional, regresó al Córdoba CF como director de la Escuela de Fútbol y posteriormente como Coordinador del Fútbol Base. Tras un paréntesis volvió para formar parte de la Secretaría Técnica en la temporada 2006/07 en la que se consiguió el ascenso de Segunda "B" a Segunda División y en la que finalizó como entrenador ayudante de José Tomás Escalante. La temporada 2007/08 formó parte del cuerpo técnico como segundo de Paco Jémez, labor que prosiguió con José Manuel González López hasta final de esa temporada, tras ser destituido Paco. La temporada 2008/09 vuelve a la Secretaría Técnica hasta el 8 de diciembre de 2008 en que sustituye a José Manuel González López como entrenador del Córdoba Club de Fútbol hasta final de esa temporada, siendo la primera ocasión que dirige a un equipo profesional. En abril de 2010 firma con la UD Las Palmas como segundo de Paco Jémez hasta final de temporada y tras conseguir el objetivo de la salvación renuevan una temporada más, temporada que no finalizaron tras prescindir de sus servicios el 28 de febrero de 2011. El 6 de junio de 2011 es contratado como secretario técnico del Córdoba Club de Fútbol y firma a Paco Jémez como entrenador para realizar una de las mejores temporadas del Córdoba Club de Fútbol en los últimos años, consiguiendo clasificarse para jugar la liga de ascenso a Primera División. El 21 de febrero de 2013 dejó de ser secretario técnico del Córdoba Club Fútbol.
En abril de 2010 firma como segundo entrenador de Paco Jémez en la UD Las Palmas de la Liga Adelante hasta febrero de 2011.
En junio de 2011 es contratado como secretario técnico del Córdoba CF, labor que desempeñó hasta el 21 de febrero de 2013.
En enero de 2016 se incorpora a la secretaría técnica del Real Sporting de Gijón para emitir informes de la zona de Andalucía y Extremadura.
En 2017 regresa al cuerpo técnico de Paco Jémez en Cruz Azul como segundo entrenador para participar en el Clausura y Apertura de 2017.
En diciembre de 2017 vuelve a España, en concreto, a la Unión Deportiva Las Palmas para incorporarse al cuerpo técnico de Paco Jémez, que en aquel momento ocupaba en el último lugar tras haberse disputado 17 jornadas de la Primera División de España.  No pudo obtener la permanencia para el conjunto insular, que descendió a Segunda División después de 3 años en la élite.
En marzo de 2019, se incorpora al Rayo Vallecano de Madrid como segundo entrenador de Paco Jémez para intentar salvar al club madrileño del descenso a Segunda División. No pudo obtener la permanencia para el conjunto madrileño, que descendió a Segunda División.
Durante la temporada 2019/20 continuó con Paco Jémez en el Rayo Vallecano de Madrid hasta final de temporada que finalizó su contrato con dicha entidad.
En diciembre del 2021 ficha por la Unión Deportiva Ibiza como segundo entrenador de Paco Jémez.